# Lolo (Montana)
Lolo è un census-designated place degli Stati Uniti d'America, nello stato del Montana, nella Contea di Missoula. Contava 3.892 abitanti nel 2010.
Lolo è famosa perché comprende al suo interno l'area non incorporata Lolo Hot Springs, la quale si trova all'interno della Lolo National Forest, uno spazio aperto che confina con l'Idaho.